# Procession
A Procession az első dal a brit Queen együttes 1974-es Queen II albumáról. A szerzője Brian May gitáros volt. Az album úgynevezett Fehér oldalára került, amelyre egy kivétellel csak May írt dalokat.
Teljesen instrumentális darab, May Red Specialján és Roger Taylor jelzésszerű dobolásán kívül semmilyen más hang nem hallható benne. May a John Deacon basszusgitáros által készített Deaky Amp erősítőt használva átfedő gitárhangzást hozott létre, amellyel nagyzenekari hatást akart elérni, valamint a hegedű hangját próbálta leutánozni. A melódiák nagy része a „Father to Son” című dalból származik. A kompozíció első felében a jobb csatornán három rétegezett gitárhang szól, a bal csatornán egyetlen gitárhang hallható, alternatív, DADGBE gitárhangolással. A második felében két négyszólamú gitárhang hallható. Egyike az album néhány olyan dalának, amelyik nem ér határozottan véget, hanem egybefolyik a következő dallal – ebben az esetben a „Father to Sonnal”.
1973 és 1974 között magnóról játszották be, úgy indították a koncerteket.

## A Pink Floyd hatása
Akik szerint az egész albumra nagy hatással volt a Pink Floyd The Dark Side of the Moon albuma, azok az azon hallható bevezető Speak to Me-hez hasonlítják a dalt, mivel ugyanúgy egyfajta bevezetőt jelent az albumba – címéhez méltón is leginkább egy királyi felvonulás aláfestő zenéjére emlékeztet, ezzel utalhat az album White Queen és The March of the Black Queen dalaira.
A Speak to Me-hez hasonlóan a Procession is halk, szívdobbanásszerű dobszólammal indul.

## Hangszerek
- Roger Taylor: Ludwig dobfelszerelés
- Brian May: Red Special